# Drudenhaus
Drudenhaus – drugi album francuskiej grupy black metalowej Anorexia Nervosa.

## Lista utworów
1. ”A Doleful Night in Thelema” –	04:57
2. ”The Drudenhaus Anthem” –	05:13
3. ”God Bless the Hustler” –	04:35
4. ”Enter the Church of Fornication” –	05:33
5. ”Tragedia Dekadencia” –	06:30
6. ”Divine White Light of a Cumming Decadence” –	04:32
7. ”Dirge & Requiem For My Sister Whore” –	04:17
8. ”Das ist Zum erschiessen schön” –	05:00
9. ”The Red Archromance” –	05:59

## Wykonawcy
- Pierre Couquet – gitara basowa
- Nilcas Vant – perkusja
- Maître Stefan Bayle – gitara
- Neb Xort – klawisze, pianino
- Nicolas Saint-Morand – wokal, teksty